# Inter-MAC
Inter-MAC è un livello di convergenza per risolvere il problema dell'eterogeneità nelle reti di telecomunicazione locali (Local Area Network).
Il livello Inter-MAC si colloca come tecnologia di livello 2,5, cioè a metà tra livello di rete 3 basato su IP (Internet Protocol) e  il livello di collegamento 2 (Data Link).